# 잠무 지방

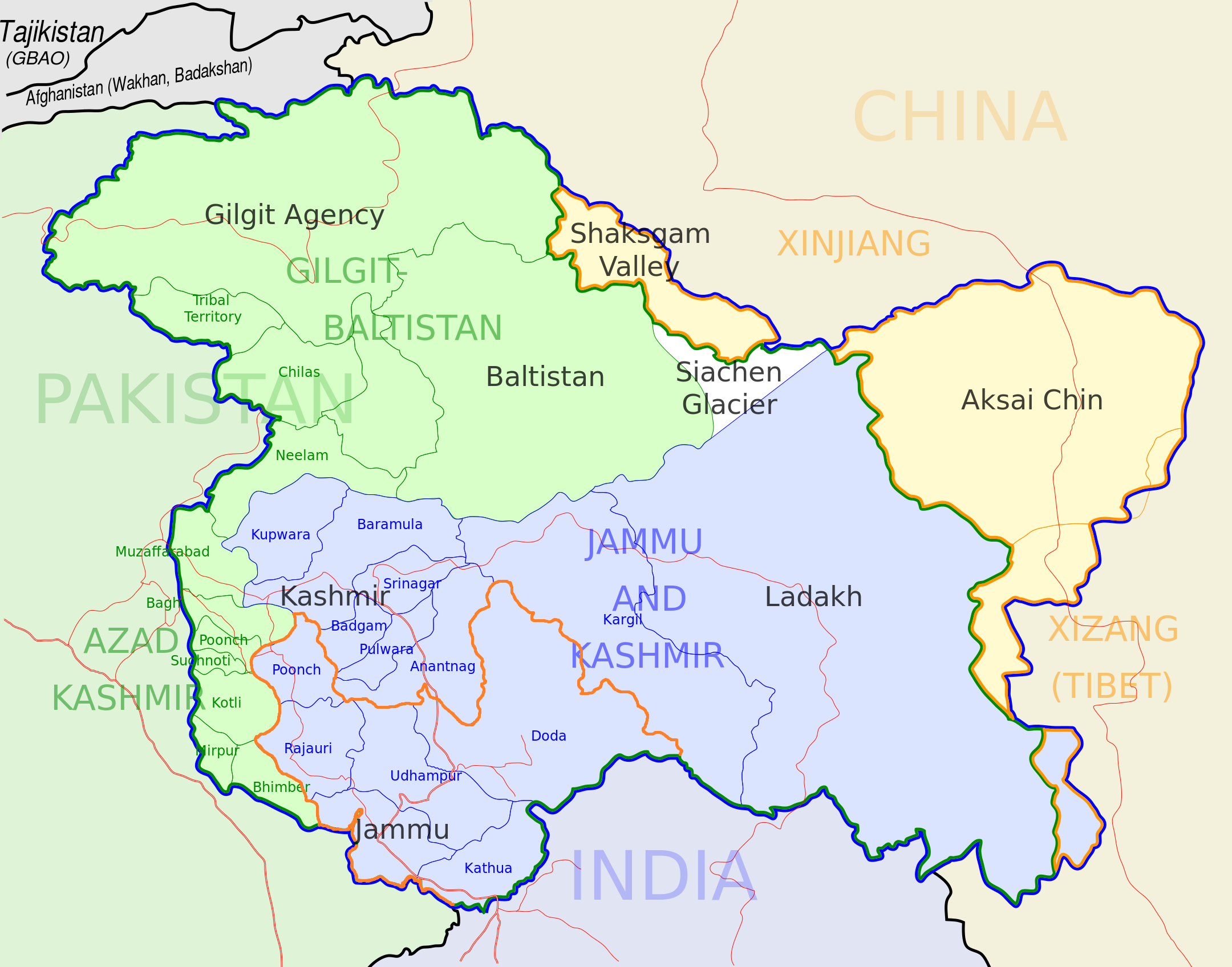

잠무 지방(Jammu Division)은 잠무 카슈미르의 지역들 중 하나로 힌두교도가 많은 지방이다. 잠무 카슈미르 연방 직할지의 행정중심지인 잠무가 포함되어 있다.

## 같이 보기
- 도그리어